# Fageicera cubana
Fageicera cubana là một loài nhện trong họ Ochyroceratidae. Loài này phân bố ở Cuba.